# Ingott
INGOTT je česká heavymetalová skupina založená v roce 1987 v Karviné.

## Historie
Skupina byla založena v roce 1987 v Karviné, městské části Darkov, původně pod názvem INGOT. U jejího zrodu byli kytarista a zpěvák Jiří Šperl (bývalý člen Citronu a Limetallu), kytarista Martin Szczur, baskytarista Josef Kolařík a bubeník Josef Balázs.
Často měli zoufale marný boj s tehdejší vládnoucí strukturou (zákaz vystupování), kterým neustále vadily texty, ale bohužel i rány osudu (tragické úmrtí baskytaristy Josefa Kolaříka) paradoxně Ingot posilují a vše vrcholí zdařilými nezbytnými koncertními přehrávkami, které potvrzují legitimitu kapely.
Na přelomu let 1990/1991 došlo k přerušení činnosti skupiny, protože někteří členové absolvovali povinnou vojenskou službu. Ingot opět ožil až v roce 1993 zásluhou Martina Szczury, který naverboval nové hráče a skupina fungovala až do roku 2000 v té době vznikla alba Jako hnůj (1999) a Loutky (2000) - které se nikdy nedokončilo.
V roce 2007 zbývající zbytek původních členů zase sešel, ale jen aby hráli příležitostně pro radost a zábavu. Vrátil se Jiří Šperl, který mezičasem nabral zkušenosti v kapele Citron a podílel se na založení formace Limetall. Jenže se to zvrtlo a kapela měla takový ohlas, že fanoušci je v podstatě dohnali až do studia. Měli řadu zbrusu nových songů, ale zároveň v tom byl i duch počátků skupiny z roků 1987–1991. A postupně došlo k přejmenování na INGOTT a v roce 2016 vydání alba Charon. Ještě téhož roku je na podporu alba natočen na YouTube oficiální klip k songu Možná jsem ztrácel čas. Někdy až nekriticky vřele přijaté první album směřuje kapelu k jiným ambicím a tak dochází na podzim 2017 k novým členům a to bubeníka Davida Klementa a baskytaristu Jiřího Potáče.
Následně skupina vyprodukuje album Na cestě do nebe stavil jsem se v pekle, které obsahuje úctyhodných 15 skladeb. V podstatě souběžně je umístěn na YouTube další oficiální klip k písni Reje pekel.
V srpnu 2023 skupina oznámila velké změny v sestavě. V červenci 2023 skupinu opustil kytarista a zakládající člen Martin "Maco" Szczur ze zdravotních důvodů a bude se objevovat na vystoupeních příležitostně stejně, tak opustil skupinu bubeník David Klement. Baskytarista Potáč převzal pozici kytaristy Szczura a přijala do kapely nového baskytaristu Aleše Vengláře a mladého bubeníka Vojtěcha Sedláka, který předtím hrál s Jirkou Šperlem ve skupině Limetall. Následně skupina oznámila, že v nové sestavě nahrají nové album.

## Členové

#### Současná sestava
- Jiří "Modrý Portugal" Šperl – zpěv, kytara (1987–1991, 2007–dosud)0
- Jiří "Poty" Potáč – kytara, doprovodný zpěv (2023–dosud), baskytara (2017–2023)
- Aleš "Alda" Venglář – baskytara, doprovodný zpěv (2023–dosud)
- Vojtěch "Vojta" Sedlák – bicí (2023–dosud)

#### Dřívější členové
- Josef Kolařík – baskytara (1987–1991) (zemřel)
- Josef Balázs – bicí (1987–1991, 2007–2010)
- Roman Trnka – kytara (1993–2000)
- Josef Ogrocki – baskytara (1993–2000)
- Vítězslav Koneval – zpěv (1993–2000)
- Pavel Piskorz – baskytara (2007–2017)
- Vítězslav Sargánek – bicí (1993–2000, 2010–2017)
- David Klement – bicí (2017–2023)
- Martin "Maco" Szczur – kytara (1987–1991, 1993–2000, 2007–2023)

## Diskografie

### INGOT
- Jako hnůj (1999)
- Loutky (2000) (nedokončené)

### INGOTT
- Charon (2016)
- Na cestě do nebe stavil jsem se v pekle (2019)
- Tři kříže (2024)